# アルカディア郡区 (アイオワ州キャロル郡)
アルカディア郡区は、アメリカ合衆国、アイオワ州、キャロル郡にある16の郡区の一つである。2000年の国勢調査で、人口は752人だった。

## 地理
アルカディア郡区は、93.8平方キロメートル（36.21平方マイル)で、Arcadiaが含まれる。アメリカ地質調査所によると、この郡区はArcadiaとSaint Johnsの2つの霊園が含まれる。